# David Ferreira
David Arturo Ferreira Rico ou simplesmente Ferreira (Santa Marta, 9 de Agosto de 1979) é um futebolista colombiano que atua como meia-atacante. Atualmente, defende o Real Cartagena.

## Carreira
Ferreira fez boa passagem pelo Atlético Paranaense entre 2005-2010.

## Seleção
Ferreira fez parte do elenco da Seleção Colombiana de Futebol na Copa América de 2001, 2004 e 2007.

## Títulos

### Seleção da Colômbia
- Copa América: 2001.
- Copa Ouro: Vice 2000